# Kanton Gournay-en-Bray
Kanton Gournay-en-Bray is een kanton van het Franse departement Seine-Maritime. Het kanton maakt deel uit van de arrondissementen Dieppe (66) en Rouen (1). Het telde 36 074 inwoners in 2017 dat is een dichtheid van 46 inwoners/km². De oppervlakte bedraagt 788,76 km²

## Gemeenten
Het kanton Gournay-en-Bray omvatte tot 2014 de volgende 16 gemeenten:
- Avesnes-en-Bray
- Bézancourt
- Bosc-Hyons
- Brémontier-Merval
- Cuy-Saint-Fiacre
- Dampierre-en-Bray
- Doudeauville
- Elbeuf-en-Bray
- Ernemont-la-Villette
- Ferrières-en-Bray
- Gancourt-Saint-Étienne
- Gournay-en-Bray (hoofdplaats)
- Ménerval
- Molagnies
- Montroty
- Neuf-Marché

Door het decreet van 27 februari 2014, met uitwerking op 22 maart 2015, werden de kantons heringedeeld en werd dit kanton uitgebreid tot 67 gemeenten. 
Door de samenvoeging op 1 januari 2016 van de gemeente Le Fossé met Forges-les-Eaux, die daardoor het statuut van commune nouvelle kreeg, omvat het kanton Gournay-en-Bray volgende 66 gemeenten :
- Argueil
- Aubéguimont
- Aumale
- Avesnes-en-Bray
- Beaubec-la-Rosière
- Beaussault
- Beauvoir-en-Lyons
- La Bellière
- Bézancourt
- Bosc-Hyons
- Brémontier-Merval
- Le Caule-Sainte-Beuve
- La Chapelle-Saint-Ouen
- Compainville
- Conteville
- Criquiers
- Croisy-sur-Andelle
- Cuy-Saint-Fiacre
- Dampierre-en-Bray
- Doudeauville
- Elbeuf-en-Bray
- Ellecourt
- Ernemont-la-Villette
- Ferrières-en-Bray
- La Ferté-Saint-Samson
- La Feuillie
- Forges-les-Eaux
- Fry
- Gaillefontaine
- Gancourt-Saint-Étienne
- Gournay-en-Bray
- Grumesnil
- La Hallotière
- Haucourt
- Haudricourt
- Haussez
- La Haye
- Le Héron
- Hodeng-Hodenger
- Illois
- Landes-Vieilles-et-Neuves
- Longmesnil
- Marques
- Mauquenchy
- Ménerval
- Mésangueville
- Le Mesnil-Lieubray
- Mesnil-Mauger
- Molagnies
- Montroty
- Morienne
- Morville-sur-Andelle
- Neuf-Marché
- Nolléval
- Nullemont
- Pommereux
- Richemont
- Roncherolles-en-Bray
- Ronchois
- Rouvray-Catillon
- Saint-Michel-d'Halescourt
- Saumont-la-Poterie
- Serqueux
- Sigy-en-Bray
- Le Thil-Riberpré
- Vieux-Rouen-sur-Bresle